# Distrito electoral federal 2 de Querétaro
El Distrito electoral federal 2 de Querétaro es uno de los 300 distritos electorales en los que se encuentra dividido el territorio de México para la elección de diputados federales y uno de los cinco en los que se divide el estado de Querétaro. Su cabecera es la ciudad de San Juan del Río.
El distrito 2 del estado de Querétaro se encuentra ubicado en el territorio sureste del estado, desde el proceso de distritación de 2017 llevado a cabo por el Instituto Nacional Electoral está formado por el territorio los siguientes municipios: Ezequiel Montes, San Juan del Río y Tequisquiapan.

## Diputados por el distrito
- XLIX Legislatura
  - (1973 - 1976): Telésforo Trejo Uribe
- L Legislatura
  - (1976 - 1979): Vicente Montes Velázquez
- LI Legislatura
  - (1979 - 1982): Federico Flores Tavares
- LII Legislatura
  - (1982 - 1985): Ramón Ordaz Almaraz
- LIII Legislatura
  - (1985 - 1988): Ezequiel Espinoza Mejía
- LIV Legislatura
  - (1988 - 1991): Octaviano Camargo Rojas
- LV Legislatura
  - (1991 - 1994): Gil Mendoza Pichardo
- LVI Legislatura
  - (1994 - 1997): Ezequiel Espinoza Mejía
- LVII Legislatura
  - (1997 - 2000): José Salvador Olvera Pérez
- LVIII Legislatura
  - (2000 - 2003): Javier Rodríguez Ferrusca
- LIX Legislatura
  - (2003 - 2006): Rogelio Chavarría Salas
- LX Legislatura
  - (2006 - 2008): Francisco Domínguez Servién 
  - (2008 - 2009): Bibiana Rodríguez Montes
- LXI Legislatura
  - (2009 - 2012): Adriana Fuentes Cortés
- LXII Legislatura
  - (2012 - 2015): Ricardo Astudillo Suárez
- LXIII Legislatura
  - (2015 - 2018): Eduardo Nava Bolaños
- LXIV Legislatura
  - (2018 - 2021): Jorge Luis Montes Nieves
- LXV Legislatura
  - (2021 - 2024): Marcia Solórzano Gallego

- LXVl Legislatura
  - (2024 - 2027): Ricardo Astudillo Suárez